# Sphaeromorda nummata
Sphaeromorda nummata is een keversoort uit de familie spartelkevers (Mordellidae). De wetenschappelijke naam van de soort is voor het eerst geldig gepubliceerd in 1974 door Pankow.